# バスケットボールリーグ一覧
バスケットボールリーグ一覧（バスケットボールリーグいちらん）
世界の主なバスケットボールリーグの一覧。

## 男子

### アジア
- FIBAアジアチャンピオンズカップ
- アジアバスケットボールリーグ
- ASEANバスケットボールリーグ

| 国・地域             | 概要      | 代表 | 協会 連盟 | チーム 一覧 | 選手 一覧 | リーグ名称                                                                      | カップ                       |
| -------------------- | --------- | ---- | --------- | ----------- | --------- | ------------------------------------------------------------------------------- | ---------------------------- |
| イラク               | 概要      | 代表 | 連盟      | 一覧        | 一覧      | イラク・バスケットボールリーグ                                                  |                              |
| イラン               | 概要      | 代表 | 連盟      | 一覧        | 一覧      | イラン・バスケットボール・スーパーリーグ                                        |                              |
| インド               | 概要 (英) | 代表 | 連盟      | 一覧        | 一覧      | エリート・プロバスケットボールリーグ                                            | インドバスケットボール選手権 |
| インドネシア         | 概要      | 代表 | 連盟      | 一覧        | 一覧      | リーガ・ボラ・バスケット・インドネシア                                          |                              |
| カザフスタン         | 概要      | 代表 | 連盟      | 一覧        | 一覧      | カザフスタン・ナショナルリーグ                                                  |                              |
| カタール             | 概要      | 代表 | 連盟      | 一覧        | 一覧      | カタール・バスケットボールリーグ                                                |                              |
| 韓国                 | 概要      | 代表 | 協会      | 一覧        | 一覧 (英) | KBL                                                                             | プロ・アマ最強戦             |
| クウェート           | 概要      | 代表 | 連盟      | 一覧        | 一覧      | クウェート・バスケットボールリーグ                                              |                              |
| サウジアラビア       | 概要      | 代表 | 連盟      | 一覧        | 一覧      | サウジ・プレミアリーグ                                                          |                              |
| シンガポール         | 概要      | 代表 | 連盟      | 一覧        | 一覧      | ナショナル・バスケットボール・リーグ                                            |                              |
| タイ                 | 概要      | 代表 | 協会      | 一覧        | 一覧      | タイ・バスケットボールリーグ                                                    |                              |
| チャイニーズタイペイ | 概要      | 代表 | 協会      | 一覧        | 一覧      | 超級籃球聯賽 P.LEAGUE+                                                          |                              |
| 中国                 | 概要      | 代表 | 協会      | 一覧        | 一覧      | 中国プロバスケットボールリーグ(CBA) ナショナル・バスケットボール・リーグ (中国) |                              |
| 日本                 | 概要      | 代表 | 協会      | 一覧        | 一覧      | B.LEAGUE（B1・B2） B3.LEAGUE                                                    | 天皇杯（オールジャパン）     |
| フィリピン           | 概要 (英) | 代表 | 連盟      | 一覧        | 一覧      | PBA                                                                             |                              |
| ベトナム             | 概要      | 代表 | 連盟      | 一覧        | 一覧      | ベトナム・バスケットボール・アソシエーション                                    |                              |
| 香港                 | 概要      | 代表 | 連盟      | 一覧        | 一覧      | 香港籃球聯賽 (男子)                                                             |                              |
| マレーシア           | 概要      | 代表 | 連盟      | 一覧        | 一覧      | メジャー・バスケットボールリーグ・マレーシア                                    |                              |
| モンゴル             | 概要      | 代表 | 協会      | 一覧        | 一覧      | ザ・リーグ                                                                      |                              |
| ヨルダン             | 概要      | 代表 | 連盟      | 一覧        | 一覧      | プレミア・バスケットボール・リーグ                                              |                              |
| レバノン             | 概要 (英) | 代表 | 連盟      | 一覧        | 一覧      | レバノン・バスケットボールリーグ                                                |                              |

### アメリカ
- FIBAアメリカリーグ
- リーガ・スダメリカーナ

| 国・地域       | 概要 | 代表 | 協会 連盟 | チーム 一覧 | 選手 一覧 | リーグ名称                                              | カップ |
| -------------- | ---- | ---- | --------- | ----------- | --------- | ------------------------------------------------------- | ------ |
| アメリカ合衆国 | 概要 | 代表 | 協会      | 一覧        | 一覧      | NBA                                                     |        |
| カナダ         | 概要 | 代表 | 協会      | 一覧        | 一覧      | NBLカナダ                                               |        |
| メキシコ       | 概要 | 代表 | 連盟      | 一覧        | 一覧      | リーガ・ナシオナル・バロンセスト・プロフェッショナル    |        |
| キューバ       | 概要 | 代表 | 連盟      | 一覧        | 一覧      | リーガ・スペリオル・デ・バロンセスト (英語版)           |        |
| ドミニカ共和国 | 概要 | 代表 | 連盟      | 一覧        | 一覧      | リーガ・ナシオナル・デ・バロンセスト (英語版)           |        |
| プエルトリコ   | 概要 | 代表 | 連盟      | 一覧        | 一覧      | バロンセスト・スペリア・ナシオナル                      |        |
| パナマ         | 概要 | 代表 | 連盟      | 一覧        | 一覧      | リーガ・プロフェッショナル・バロンセスト (英語版)       |        |
| アルゼンチン   | 概要 | 代表 | 連盟      | 一覧        | 一覧      | リーガ・ナシオナル・バスケットボール                    |        |
| ウルグアイ     | 概要 | 代表 | 連盟      | 一覧        | 一覧      | リーガ・ウルグアイア・バスケットボール                  |        |
| コロンビア     | 概要 | 代表 | 連盟      | 一覧        | 一覧      | バロンセスト・プロフェシオナル・コロンビアーノ          |        |
| チリ           | 概要 | 代表 | 連盟      | 一覧        | 一覧      | リーガ・ナシオナル・デ・バスケトボル・デ・チレ (英語版) |        |
| パラグアイ     | 概要 | 代表 | 連盟      | 一覧        | 一覧      | メトロポリタン・バスケットボール・リーグ (英語版)       |        |
| ブラジル       | 概要 | 代表 | 連盟      | 一覧        | 一覧      | ノーヴォ・バスケット・ブラジル                          |        |
| ベネズエラ     | 概要 | 代表 | 連盟      | 一覧        | 一覧      | リーガ・プロフェッショナル・バロンセスト                |        |

#### アメリカ合衆国のマイナーリーグ
- アメリカン・バスケットボール・アソシエーション (ABA)
- アメリカン・プロフェッショナル・バスケットボール・リーグ (APBL)
- セントラル・バスケットボール・アソシエーション (CBA)
- イースト・コースト・バスケットボール・リーグ (ECBL)
- フロリダ・バスケットボール・アソシエーション (FBA)
- インデペンデント・バスケットボール・アソシエーション (IBA)
- ミッドウェスト・バスケットボール・リーグ (MBL)
- ミッドウェスト・プロフェッショナル・バスケットボール・アソシエーション (MPBA)
- ノースアメリカン・バスケットボール・リーグ (NABL)
- ノースアメリカン・プレミア・バスケットボール・リーグ (NAPB)
- プレミア・バスケットボール・リーグ (PBL)
- タバコ・ロード・バスケットボール・リーグ (TRBL)
- ユナイテッド・バスケットボール・リーグ (UBL)
- ユニバーサル・バスケットボール・アソシエーション (UBA)

### ヨーロッパ
- ユーロリーグ
- ULEBカップ
- ユーロカップ
- アドリアティック・バスケットボール・アソシエーション
- バルチック・バスケットボール・リーグ

#### 西ヨーロッパ
| 国・地域       | 概要      | 代表 | 協会 連盟 | チーム 一覧 | 選手 一覧 | リーグ名称                                                          | カップ           |
| -------------- | --------- | ---- | --------- | ----------- | --------- | ------------------------------------------------------------------- | ---------------- |
| アンドラ       | 概要 (英) | 代表 | 連盟      | 一覧        | 一覧      | ---                                                                 |                  |
| アイルランド   | 概要      | 代表 | 連盟      | 一覧        | 一覧      | アイルランド・バスケットボール・スーパーリーグ (英語版)             |                  |
| イギリス       | 概要      | 代表 | 連盟      | 一覧        | 一覧      | ブリティッシュ・バスケットボール・リーグ                            |                  |
| イングランド   | 概要 (英) | 代表 | 協会      | 一覧        | 一覧      | イングリッシュ・バスケットボール・リーグ (英語版)                   |                  |
| スコットランド | 概要      | 代表 | 連盟      | 一覧        | 一覧      | スコティッシュ・ナショナルリーグ (男子) (英語版)                    |                  |
| イタリア       | 概要      | 代表 | 連盟      | 一覧        | 一覧      | セリエA                                                             |                  |
| オランダ       | 概要      | 代表 | 連盟      | 一覧        | 一覧      | フェデレーティ・エールディヴィジ・バスケットボールクラブス (英語版) |                  |
| スペイン       | 概要 (英) | 代表 | 連盟      | 一覧 (英)   | 一覧      | リーガACB (1部) LEBオロ (2部) LEBプラタ (英語版) (3部)              | コパ・デル・レイ |
| デンマーク     | 概要      | 代表 | 連盟      | 一覧        | 一覧      | デンマーク・バスケットボールリーグ (英語版)                         |                  |
| ドイツ         | 概要      | 代表 | 連盟      | 一覧        | 一覧      | バスケットボール・ブンデスリーガ                                    | BBLポカール      |
| ベルギー       | 概要      | 代表 | 連盟      | 一覧        | 一覧      | バスケットボールリーグ・ベルギー (英語版)                           |                  |
| フランス       | 概要      | 代表 | 連盟      | 一覧 (英)   | 一覧      | リーグ・ナショナル・バスケットボール - トップリーグは「プロA」      |                  |
| ルクセンブルク | 概要      | 代表 | 連盟      | 一覧        | 一覧      | ルクセンブルク・バスケットボールリーグ (英語版)                     |                  |

#### 東ヨーロッパ
| 国・地域                 | 概要 | 代表      | 協会 連盟 | チーム 一覧 | 選手 一覧 | リーグ名称                                                              |
| ------------------------ | ---- | --------- | --------- | ----------- | --------- | ----------------------------------------------------------------------- |
| アルバニア               | 概要 | 代表      | 連盟      | 一覧        | 一覧      | アルバニア・バスケットボールリーグ (英語版)                             |
| ウクライナ               | 概要 | 代表      | 連盟      | 一覧        | 一覧      | ウクライナ・バスケットボールスーパーリーグ (英語版)                     |
| クロアチア               | 概要 | 代表      | 連盟      | 一覧        | 一覧      | A1リーガ (英語版)                                                       |
| コソボ                   | 概要 | 代表 (英) | 連盟 (英) | 一覧        | 一覧      | コソボ・バスケットボールリーグ (英語版)                                 |
| セルビア                 | 概要 | 代表      | 連盟      | 一覧        | 一覧      | セルビア・バスケットボールリーグ (英語版)                               |
| ブルガリア               | 概要 | 代表      | 連盟      | 一覧 (英)   | 一覧      | ナショナル・バスケットボールリーグ (ブルガリア) (英語版)                |
| ベラルーシ               | 概要 | 代表      | 連盟      | 一覧        | 一覧      | ベラルーシ・プレミアリーグ (バスケットボール) (英語版)                  |
| ボスニア・ヘルツェゴビナ | 概要 | 代表      | 連盟      | 一覧        | 一覧      | バスケットボール・チャンピオンシップ・ボスニア・ヘルツェゴビナ (英語版) |
| 北マケドニア             | 概要 | 代表      | 連盟      | 一覧        | 一覧      | マケドニア・バスケットボールリーグ (英語版)                             |
| モンテネグロ             | 概要 | 代表      | 連盟      | 一覧        | 一覧      | モンテネグロ・バスケットボールリーグ (英語版)                           |
| ルーマニア               | 概要 | 代表      | 連盟      | 一覧        | 一覧      | ルーマニア・バスケットボールリーグ (英語版)                             |
| ロシア                   | 概要 | 代表      | 連盟      | 一覧        | 一覧      | ロシア・バスケットボール・スーパーリーグ                                |

#### 中央ヨーロッパ
| 国・地域     | 概要      | 代表 | 協会 連盟 | チーム 一覧 | 選手 一覧 | リーグ名称                                           |
| ------------ | --------- | ---- | --------- | ----------- | --------- | ---------------------------------------------------- |
| オーストリア | 概要      | 代表 | 連盟      | 一覧        | 一覧      | オーストリア・バスケットボールリーグ (英語版)        |
| スイス       | 概要      | 代表 | 連盟      | 一覧        | 一覧      | リーグ・ナショナル・バスケット (英語版)              |
| スロバキア   | 概要      | 代表 | 連盟      | 一覧        | 一覧      | スロバキア・バスケットボールリーグ (英語版)          |
| スロベニア   | 概要      | 代表 | 連盟      | 一覧        | 一覧      | スロベニア・バスケットボールリーグ (英語版)          |
| チェコ       | 概要 (英) | 代表 | 連盟      | 一覧        | 一覧      | ナショナル・バスケットボールリーグ (チェコ) (英語版) |
| ハンガリー   | 概要      | 代表 | 連盟      | 一覧        | 一覧      | ハンガリー・バスケットボールリーグ (男子) (英語版)   |
| ポーランド   | 概要 (英) | 代表 | 連盟      | 一覧        | 一覧      | ポーランド・バスケットボールリーグ (英語版)          |

#### 北ヨーロッパ
| 国・地域     | 概要 | 代表 | 協会 連盟 | チーム 一覧 | 選手 一覧 | リーグ名称                                    |
| ------------ | ---- | ---- | --------- | ----------- | --------- | --------------------------------------------- |
| アイスランド | 概要 | 代表 | 連盟      | 一覧        | 一覧      | アイスランド・プレミアリーグ (英語版)         |
| エストニア   | 概要 | 代表 | 連盟      | 一覧        | 一覧      | エストニア・バスケットボールリーグ (英語版)   |
| スウェーデン | 概要 | 代表 | 連盟      | 一覧        | 一覧      | オボル・バスケットボール・リーグ (英語版)     |
| ノルウェー   | 概要 | 代表 | 連盟      | 一覧        | 一覧      | BLNO (英語版)                                 |
| フィンランド | 概要 | 代表 | 連盟      | 一覧        | 一覧      | フィンランド・バスケットボールリーグ (英語版) |
| ラトビア     | 概要 | 代表 | 連盟      | 一覧        | 一覧      | ラトビア・バスケットボールリーグ (英語版)     |
| リトアニア   | 概要 | 代表 | 連盟      | 一覧        | 一覧      | リトアニア・バスケットボール・リーグ          |

#### 南ヨーロッパ
| 国・地域   | 概要      | 代表 | 協会 連盟 | チーム 一覧 | 選手 一覧 | リーグ名称                                        |
| ---------- | --------- | ---- | --------- | ----------- | --------- | ------------------------------------------------- |
| ギリシャ   | 概要 (英) | 代表 | 連盟      | 一覧 (英)   | 一覧      | ギリシャA1バスケットボールリーグ                  |
| ポルトガル | 概要      | 代表 | 連盟      | 一覧        | 一覧      | ポルトガル・バスケットボールリーグ (LCB) (英語版) |

#### その他
| 国・地域   | 概要 | 代表 | 協会 連盟 | チーム 一覧 | 選手 一覧 | リーグ名称                                         |
| ---------- | ---- | ---- | --------- | ----------- | --------- | -------------------------------------------------- |
| イスラエル | 概要 | 代表 | 連盟      | 一覧        | 一覧      | イスラエル・バスケットボールリーグ (英語版)        |
| キプロス   | 概要 | 代表 | 連盟      | 一覧        | 一覧      | キプロス・バスケットボール・ディビジョン1 (英語版) |
| ジョージア | 概要 | 代表 | 連盟      | 一覧        | 一覧      | ジョージア・スーパーリーグ (英語版)                |
| トルコ     | 概要 | 代表 | 連盟      | 一覧        | 一覧      | ターキッシュ・バスケットボール・リーグ             |

### オセアニア
| 国・地域         | 概要      | 代表 | 協会 連盟 | チーム 一覧 | 選手 一覧 | リーグ名称 |
| ---------------- | --------- | ---- | --------- | ----------- | --------- | ---------- |
| オーストラリア   | 概要 (英) | 代表 | 連盟      | 一覧        | 一覧      | NBL        |
| ニュージーランド | 概要      | 代表 | 連盟      | 一覧        | 一覧      | NBL        |

### アフリカ

#### 国際リーグ
- BAL - バスケットボールアフリカリーグ
- FIBAアフリカクラブチャンピオンズカップ

#### 国内リーグ
| 国・地域         | 概要 | 代表 | 協会 連盟 | チーム 一覧 | 選手 一覧 | リーグ名称                                                   |
| ---------------- | ---- | ---- | --------- | ----------- | --------- | ------------------------------------------------------------ |
| アルジェリア     | 概要 | 代表 | 連盟      | 一覧        | 一覧      | バスケットボール・チャンピオンシップ (アルジェリア) (英語版) |
| アンゴラ         | 概要 | 代表 | 連盟      | 一覧        | 一覧      | BAIバスケット (英語版)                                       |
| チュニジア       | 概要 | 代表 | 連盟      | 一覧        | 一覧      | チュニジア・バスケットボールリーグ (英語版)                  |
| ナイジェリア     | 概要 | 代表 | 連盟      | 一覧        | 一覧      | プレミア・バスケットボール・リーグ（ナイジェリア） (英語版)  |
| 南アフリカ共和国 | 概要 | 代表 | 連盟      | 一覧        | 一覧      | プレミア・バスケットボール・リーグ (南アフリカ) (英語版)     |

## 女子

### アジア
| 国・地域             | 概要      | 代表 | 協会 連盟 | リーグ                               |
| -------------------- | --------- | ---- | --------- | ------------------------------------ |
| 韓国                 | 概要      | 代表 | 協会      | WKBL                                 |
| 中国                 | 概要      | 代表 | 協会      | 中国女子バスケットボールリーグ(WCBA) |
| チャイニーズタイペイ | 概要      | 代表 | 協会      | 女子超級籃球聯賽                     |
| 日本                 | 概要      | 代表 | 協会      | Wリーグ                              |
| フィリピン           | 概要 (英) | 代表 | 連盟      | WNBL                                 |
| 香港                 | 概要      | 代表 | 連盟      | 香港籃球聯賽 (女子)                  |

### 北米
- WNBA（アメリカ）
- WBCBL（アメリカ）

### 中南米
| 国・地域 | 概要 | 代表 | 協会 連盟 | リーグ                                               |
| -------- | ---- | ---- | --------- | ---------------------------------------------------- |
| ブラジル | 概要 | 代表 | 連盟      | カンペオナート・ナシオナル・バスケット・フェミニーノ |

### ヨーロッパ
- ウィミンズ・アドリアティック・バスケットボール・アソシエーション
- バルチック・ウィミンズ・バスケットボール・リーグ
- リーガ・フェミニーナ・バロンセスト （スペイン）
- リーグ・フェミニン・バスケットボール （フランス）
- バスケットボール・ブンデスリーガ (女子) （ドイツ）
- リトアニアン・ウィミンズ・バスケットボール・リーグ（英語版）
- PLKK（英語版） （ポーランド）

### オセアニア
- WNBL（オーストラリア）
- WNBL（ニュージーランド）

など。